# Stenocercus leybachi
Stenocercus leybachi — вид ігуаноподібних ящірок родини Tropiduridae. Ендемік Перу. Описаний у 2022 році.

## Поширення і екологія
Stenocercus leybachi мешкають в Перуанських Андах, в провінції Уануко в регіоні Уануко, у верхів'ях річки Уайяґа. Вони живуть у вологих тропічних лісах в передгір'ях, на висоті від 824 до 1270 м над рівнем моря.